# Haripur (Bangladesh)
Haripur è un sottodistretto (upazila) del Bangladesh situato nel distretto di Thakurgaon, divisione di Rangpur. Si estende su una superficie di 201,06 km² e conta una popolazione di 147.947 abitanti (censimento 2011).